# Flóres saga og Blankiflúr
Flóres saga og Blankiflúr (La historia de Flóres y Blankiflúr) es una de las sagas caballerescas, una traducción al nórdico antiguo compuesta entre 1120 y 1230 basada en la obra Floire et Blanchefleur. La trama es un romance de corte cristiano, sobre una pareja joven, Flores y Blankiflur, él es musulmán y ella cristiana, hija de una cautiva que fue raptada durante una peregrinación en España. Los jóvenes crecen juntos en la corte noble y se enamoran, pero el padre de él considera que la relación no sea adecuada y vende a Blankiflur a un rey de Babilonia. Flores marcha en su búsqueda y la encuentra en un harén encerrada en una torre con 40 vírgenes y comprometida en matrimonio con un rey oriental. Tras un combate con su contrincante, Flores vence y ambos regresan a su reino, donde es coronado rey y se casa con Blankiflur que a su vez convence a todo su pueblo para que acepte el cristianismo. 